# چیز-ایت
چیز-ایت (انگلیسی: Cheez-It) یک نام تجاری تردک پنیری است که توسط شرکت کیلوگ از طریق بخش سان‌شاین بیسکویتس تولید می‌شود. ابعاد آن تقریباً ۲۶ در ۲۴ میلی‌متر (۱٫۰ در ۰٫۹۴ اینچ) است و تردک‌های مستطیلی با آرد گندم، روغن گیاهی، پنیر، شیر خشک بدون چربی، نمک و ادویه درست می‌شوند.